# Llengua batanga
El batanga, tanga, o noho (també Bano’o, Banoho, Banoo, Nohu i Noku), és una llengua bantu de Camerun i Guinea Equatorial. Hi ha un total de 15.000 parlants, d'ells 9.000 a la Guinea Equatorial i 6.000 al Camerun (al departament Océan de la Regió del Sud (Camerun)). Es divideix en tres dialectes i diversos subdialectes:
- Puku (Naka, Kribi Bapoko)
- Nohu (Noko, Londgi Banoo)
- Tanga (Fifinda Batanga)

Els parlants de malimba mostren un cert grau d'intel·ligibilitat mútua i l'anomenen "Vell Malimba".